# یواس‌اس ال‌سی‌تی-۲۰۹
یواس‌اس ال‌سی‌تی-۲۰۹ (به انگلیسی: USS LCT-209) یک کشتی بود که طول آن ۱۱۴ فوت ۲ اینچ (۳۴٫۸۰ متر) بود. این کشتی در سال ۱۹۴۲ ساخته شد.